# Associazione Calcio Rapallo 1942-1943
Questa voce raccoglie le informazioni riguardanti l'Associazione Calcio Rapallo nelle competizioni ufficiali della stagione 1942-1943.

## Rosa
| N. |                   | Ruolo | Calciatore     |
| -- | ----------------- | ----- | -------------- |
|    | Italia (bandiera) | P     | C. Bellotto    |
|    | Italia (bandiera) | A     | Rinaldo Boero  |
|    | Italia (bandiera) | A     | Renzo Bragoni  |
|    | Italia (bandiera) | C     | Roro Calogero  |
|    | Italia (bandiera) | C     | Sergio Coletti |
|    | Italia (bandiera) | A     | Carlo Crivelli |
|    | Italia (bandiera) | C     | A. D'Alessio   |
|    | Italia (bandiera) | A     | Paolo Dodero   |
|    | Italia (bandiera) | D     | P. Fassiolo    |

| N. |                   | Ruolo | Calciatore          |
| -- | ----------------- | ----- | ------------------- |
|    | Italia (bandiera) | C     | Wladimiro Gottfried |
|    | Italia (bandiera) | C     | Rodolfo Landini     |
|    | Italia (bandiera) | C     | A. Leporati         |
|    | Italia (bandiera) | A     | Romolo Mazzarello   |
|    | Italia (bandiera) | A     | A. Medica           |
|    | Italia (bandiera) | D     | Agostino Monti      |
|    | Italia (bandiera) | A     | L. Savorato         |
|    | Italia (bandiera) | C     | Sauro Tomà          |